# Liste der Kulturdenkmäler in Patersberg
In der Liste der Kulturdenkmäler in Patersberg sind alle Kulturdenkmäler der rheinland-pfälzischen Ortsgemeinde Patersberg aufgeführt. Grundlage ist die Denkmalliste des Landes Rheinland-Pfalz (Stand: 8. Dezember 2023).

## Denkmalzonen
| Bezeichnung             | Lage                                                              | Baujahr                 | Beschreibung | Bild            |
| ----------------------- | ----------------------------------------------------------------- | ----------------------- | --- | --------------- |
| Denkmalzone Hauptstraße | Hauptstraße 41–51 (ungerade Nummern), 46–54 (gerade Nummern) Lage | 17. bis 19. Jahrhundert | Straßenabschnitt mit gut erhaltener, dicht gereihter Bebauung aus giebel- und traufständigen Fachwerkhäusern des 17. bis 19. Jahrhunderts, teilweise im verputzten Erscheinungsbild des 19. Jahrhunderts | Fotos hochladen |

## Einzeldenkmäler
| Bezeichnung              | Lage                         | Baujahr                            | Beschreibung | Bild                           |
| ------------------------ | ---------------------------- | ---------------------------------- | --- | ------------------------------ |
| Wohnhaus                 | Bendergasse 44 Lage          | 1585                               | Wohnhaus, teilweise massiv und verschiefert, Zierfachwerk, bezeichnet 1585                                                                                         | BW                             |
| Wohnhaus                 | Borngasse 63 Lage            | 17. oder 18. Jahrhundert           | verputztes Fachwerkhaus, wohl aus dem 17. oder 18. Jahrhundert | BW                             |
| Pfarrhaus                | Hauptstraße 25 Lage          | frühes 19. Jahrhundert             | stattlicher Putzfachwerkbau, angeblich aus dem frühen 19. Jahrhundert, heutiges Erscheinungsbild um 1860/70; Gesamtanlage mit eingeschossigem Fachwerknebengebäude | BW                             |
| Brunnen                  | Hauptstraße, bei Nr. 39 Lage | 1894                               | gusseiserner Pumpbrunnen, 1894 | Fotos hochladen                |
| Wohnhaus                 | Hauptstraße 43 Lage          | zweite Hälfte des 16. Jahrhunderts | Fachwerkhaus, teilweise verschiefert, eventuell noch aus der zweiten Hälfte des 16. Jahrhunderts und dem 19. Jahrhundert                                           | BW                             |
| Wohnhaus                 | Hauptstraße 50 Lage          | 1584                               | kleines Fachwerkhaus, teilweise massiv, angeblich von 1584 | BW                             |
| Wohnhaus                 | Hauptstraße 52 Lage          | 17. oder 18. Jahrhundert           | Fachwerkhaus, verkleidet, Krüppelwalmdach, wohl aus dem 17. oder 18. Jahrhundert                                                                                   | BW                             |
| Wohnhaus                 | Kirchgasse 30 Lage           | 1596                               | Fachwerkhaus, teilweise massiv, bezeichnet 1596 | BW                             |
| Evangelische Pfarrkirche | Kirchgasse 32 Lage           | 12. Jahrhundert                    | romanisches Schiff, wohl aus dem 12. Jahrhundert, Chor und Westturm wohl aus dem 14. Jahrhundert, Spitzhelm aus dem 19. Jahrhundert                                | weitere Bilder Fotos hochladen |
| Gemeindehaus             | Schulstraße 83 Lage          | 1912                               | ehemalige Schule; eingeschossiger Krüppelwalmdachbau, Reformarchitektur, 1912                                                                                      | Fotos hochladen                |

## Ehemalige Kulturdenkmäler
| Bezeichnung | Lage                    | Baujahr         | Beschreibung                                                               | Bild                                    |
| ----------- | ----------------------- | --------------- | -------------------------------------------------------------------------- | --------------------------------------- |
| Wohnhaus    | Schulstraße ohne Nummer | 18. Jahrhundert | Fachwerkhaus, teilweise massiv, 18. Jahrhundert; aus Denkmalliste gelöscht | Direkt Bild zu diesem Denkmal hochladen |